# Сказочные шахматные фигуры
Сказочные шахматные фигуры — фигуры, отсутствующие в классических шахматах и присутствующие в некоторых сказочных шахматах. Некоторые фигуры взяты из других игр шахматного типа (шахмат Тамерлана, сянци, сёги, чатуранги, шатранджа).
|   | 0        | 1       | 2     | 3        |
| - | -------- | ------- | ----- | -------- |
| 0 | Х        | Визирь  | Дабба | Требушет |
| 1 | Визирь   | Ферц    | Конь  | Верблюд  |
| 2 | Дабба    | Конь    | Алфил | Зебра    |
| 3 | Требушет | Верблюд | Зебра | N/A      |

## Список самых частых шахматных фигур
Ферц. Происходит из чатуранги и шатранджа, аналог советника сянци. Является предшественником ферзя. Ходит в любую сторону по диагонали на одну клетку.
Визирь (генерал). Происходит из шахмат Тамерлана. Ходит на одну клетку по вертикали и горизонтали, аналог генерала сянци.
Алфил. Фигура из чатуранги, предшественник слона. Ходит на две клетки по диагонали, может перескакивать через другие фигуры.
Дабба (даббаба, дабаба). Фигурирует в некоторых сказочных шахматных играх. Ходит ортогонально через поле, независимо от того, занято ли это поле или нет.
Верблюд. Фигура данного типа впервые появилась в шахматах Тамерлана. Ходит как конь, но перемещается не на 2, а на 3 клетки в одном направлении и на одну в перпендикулярном. Подобно слону, верблюд перемещается только на клетки одного и того же цвета.
Манн (человек, принц, простой король). Фигурирует во многих сказочных шахматах. Ходит аналогично королю — на любое соседнее поле, однако не имеет королевских функций.
Ночной всадник. Придуман Томасом Доусоном для шахматных задач. Ходит как конь, но может шагнуть несколько раз в одном направлении.
Зебра. Ходит как конь, но на одну клетку по диагонали дальше. (то есть на 3 клетки вперёд и 2 вбок или наоборот)
Слоноконь (кардинал, архиепископ, кентавр). Встречается в большом количестве сказочных шахмат. Может ходить и как слон, и как конь.
Конеладья (канцлер, маршал, чемпион, императрица). Встречается в большом количестве сказочных шахмат. Ходит как ладья, и как конь.
Конеферзь (амазонка, жираф, магараджа). Встречается во многих версиях сказочных шахмат, вероятно, фигура взята из игры «Магараджа». Совмещает возможности ферзя и коня.

## Список остальных сказочных фигур
Пушка. Фигура происходит от пушки сянци; в ряде источников фигурирует как «пао», по её китайскому названию (炮). Ходит как ладья, но при этом может перепрыгивать через фигуры, как свои, так и чужие.
Мао. Фигура происходит из сянци. Ходит мао как конь из классических шахмат, но не может перепрыгивать через другие фигуры.
Китайская пешка. Происходит из сянци. Отличается от классической пешки правилом взятия (по вертикали, а не по диагонали).
Стрелка (Пика, копьё, бита, дротик). Происходит из игры «сёги», японской шахматоподобной игры. Ходит как пешка, но на несколько клеток вперёд.
Королевский дракон. Происходит из сёги. Ходит подобно ферзю, но по диагонали не двигается дальше одной клетки.
Колдун. Фигура из омега-шахмат Дэниела МакДоналда из Торонто. Траектория движения представляет собой суперпозицию движений верблюда и ферца.
Грифон. Фигура изначально появилась в игре Grande Acedrex, распространенной в Испании XIII века. Ходит на одно поле по диагонали, а затем на произвольное число полей по ортогонали.
Фибниф. Фигура придумана Ральфом Бетцом в 1996 году. Ходит на одну клетку по диагонали, а затем на одну клетку по вертикали.
Диагональная пушка. Фигура происходит из сянци. В ряде источников фигурирует как «вао». Ходит как слон, но может перепрыгивать через фигуры, как свои, так и чужие.
Берлинская пешка (Беролина). Популярная фигура в большом количестве сказочных шахмат. Отличия от классической пешки в том, что правила прохода и взятия меняются местами (ходит по диагонали, а бьёт по вертикали).
Сверхпешка ходит на любое число полей по вертикали и бьёт на любое число полей по диагонали.
Пешка-такси движется и вперёд, и назад.
Сверчок. Ходит как ферзь, но обязательно должен перепрыгивать через свою или неприятельскую фигуру, и становиться на поле сразу за перепрыгиваемой фигурой. Если же это поле занято неприятельской фигурой, то сверчок берет эту фигуру.
Клещи. Фигура происходит из шахмат барокко. Ходит как ладья, а берёт, перепрыгивая через фигуру.
Длиннопрыгун. Фигура происходит из шахмат барокко. Ходит как ферзь, а берёт, перепрыгивая через фигуру, а также может перепрыгнуть и взять все фигуры, стоящие на одной плоскости на расстоянии ровно 1 клетки и если все они являются вражескими.
Координатор. Фигура происходит из шахмат барокко. Ходит как ферзь, а берёт, становясь на клетку, в которой совпадает вертикаль, на которой находился координатор и горизонталь, на которой стоит фигура и наоборот.
Иммобилайзер. Фигура происходит из шахмат барокко. Ходит как ферзь. Брать не может, но запрещает действия вражеской фигуре, к которой стоит вплотную.
Хамелеон (имитатор). Фигура происходит из шахмат Барокко. Ходит и берёт так, как это бы делала вражеская фигура, ходившая в последний раз. Обездвиживает иммобилайзера так, как обездвиживает сам иммобилайзер.
Перехватчик. Фигура происходит из шахмат барокко. Ходит, как ферзь, а берёт, отходя на любое количество клеток от фигуры, к которой только что стоял вплотную.
Чемпион. Происходит из омега-шахмат. Ходит и берёт на две клетки по вертикали или горизонтали. Может перепрыгивать фигуры.
Шут. Происходит из расширенной версии омега-шахмат. Ходит как последняя походившая фигура противника, а брать не может. Запрещает действовать вражеской фигуре, к которой стоит вплотную.
Сокол. Происходит из шахмат охотника и сокола. Ходит и берёт как слон вперёд и как ладья назад.
Охотник. Происходит из шахмат охотника и сокола. Ходит и берёт как ладья вперёд и как слон назад.
Шашка. Фигура происходит из белорусских шахмат, в которых она взята из игры шашки. Ходит по диагонали на одну клетку вперёд, а берёт, перепрыгивая через фигуру по диагонали вперёд или назад; несколько раз, чтобы взять максимальное количество фигур. Если есть возможность взять фигуру, то по правилам нужно сделать это обязательно.
Дамка — вариация шашки, в которую шашка превращается, когда достигает противоположного края доски. Ходит как слон, а берёт (также обязательно), перепрыгивая через фигуру.
Королевский слон. Ходит и берёт как слон, но способен перепрыгивать через фигуры.
Лев. Ходит и берёт как ферзь, но способен перепрыгивать через фигуры.
Большой слон (сверхслон). Ходит и берёт как слон, но достигая края доски, может продолжить идти от неё, не затрачивая на это ход (то есть «отражаться» от краев доски, подобно бильярдному шару).
Единорог. Ходит и берёт как конь, но игрок, потерявший единорога, проиграет.
Рыцарь Тамплиер. Происходит из расширенной версии омега-шахмат, ходит как конь и зебра, а атакует только как конь.
Жираф. Ходит как конь, но не на две, а четыре клетки вперёд.
Требушет. Ходит ортогонально через две клетки, останавливаясь на третьей. Более дальнобойный вариант даббы.
Актриса. Ходит как ферзь, конь и верблюд (=конь 1-3) и способна заматовать короля соперника в одиночку даже не у края доски.